# Temporada 2006 de la WNBA
La Temporada 2006 de la WNBA fue la décima en la historia de la Women's National Basketball Association. Por primera vez desde la temporada 2000 se producía una expansión en la liga, aumentando el número de equipos a 14 con la incorporación de las Chicago Sky.
La temporada acabó con el segundo título para las Detroit Shock tras el logrado en 2003, que derrotaron en las finales a las Sacramento Monarchs.

## Clasificaciones

### Conferencia Este
| Conferencia Este   | G  | P  | PCT  | PD   | Casa | Fuera | Conf. |
| ------------------ | -- | -- | ---- | ---- | ---- | ----- | ----- |
| Connecticut Sun    | 26 | 8  | .765 | –    | 14–3 | 12–5  | 15–5  |
| Detroit Shock      | 23 | 11 | .676 | 3.0  | 14–3 | 9–8   | 14–6  |
| Indiana Fever      | 21 | 13 | .618 | 5.0  | 12–5 | 9–8   | 12–8  |
| Washington Mystics | 18 | 16 | .529 | 8.0  | 13–4 | 5–12  | 12–8  |
| New York Liberty   | 11 | 23 | .324 | 15.0 | 7–10 | 4–13  | 7–13  |
| Charlotte Sting    | 11 | 23 | .324 | 15.0 | 7–10 | 4–3   | 6–14  |
| Chicago Sky        | 5  | 29 | .147 | 21.0 | 3–14 | 2–15  | 4–16  |

### Conferencia Oeste
| Conferencia Oeste          | G  | P  | PCT  | PD   | Casa | Fuera | Conf. |
| -------------------------- | -- | -- | ---- | ---- | ---- | ----- | ----- |
| Los Angeles Sparks x       | 25 | 9  | .735 | –    | 15–2 | 10–7  | 15–5  |
| Sacramento Monarchs x      | 21 | 13 | .618 | 4.0  | 14–3 | 7–10  | 10–10 |
| Houston Comets x           | 18 | 16 | .529 | 7.0  | 12–5 | 6–11  | 11–9  |
| Seattle Storm x            | 18 | 16 | .529 | 7.0  | 9–8  | 9–8   | 10–10 |
| Phoenix Mercury o          | 18 | 16 | .529 | 7.0  | 10–7 | 8–9   | 8–12  |
| San Antonio Silver Stars o | 13 | 21 | .382 | 12.0 | 6–11 | 7–10  | 10–10 |
| Minnesota Lynx o           | 10 | 24 | .294 | 15.0 | 8–9  | 2–15  | 6–14  |

## Galardones
| Galardón                                      | Ganadora         | Equipo              |
| --------------------------------------------- | ---------------- | ------------------- |
| MVP de las Finales de la WNBA                 | Deanna Nolan     | Detroit Shock       |
| MVP de la Temporada de la WNBA                | Lisa Leslie      | Los Angeles Sparks  |
| Mejor Defensora de la WNBA                    | Tamika Catchings | Indiana Fever       |
| Jugadora Más Mejorada de la WNBA              | Erin Buescher    | Sacramento Monarchs |
| Peak Performers de la WNBA                    | Diana Taurasi    | Phoenix Mercury     |
| Peak Performers de la WNBA                    | Cheryl Ford      | Detroit Shock       |
| Rookie del Año de la WNBA                     | Seimone Augustus | Minnesota Lynx      |
| Premio a la Jugadora Más Deportiva de la WNBA | Dawn Staley      | Houston Comets      |
| Entrenador del Año de la WNBA                 | Mike Thibault    | Connecticut Sun     |

## Playoffs
|  | 1ª ronda Mejor de 3 | 1ª ronda Mejor de 3 | 1ª ronda Mejor de 3 |            |    | Finales de Conferencia Mejor de 3 | Finales de Conferencia Mejor de 3 | Finales de Conferencia Mejor de 3 |  |    | Finales de la WNBA Mejor de 5 | Finales de la WNBA Mejor de 5 | Finales de la WNBA Mejor de 5 |  |
|  |                     |                     |                     |            |    |                                   |                                   |                                   |  |    |                               |                               |                               |  |
|  |                     |                     |                     |            |    |                                   |                                   |                                   |  |    |                               |                               |                               |  |
|  | E1                  | Connecticut         | 2                   |            |    |                                   |                                   |                                   |  |    |                               |                               |                               |  |
|  | E1                  | Connecticut         | 2                   |            |    |                                   |                                   |                                   |  |    |                               |                               |                               |  |
|  | E4                  | Washington          | 0                   |            |    |                                   |                                   |                                   |  |    |                               |                               |                               |  |
|  | E4                  | Washington          | 0                   |            | E1 | Connecticut                       | 1                                 |                                   |  |    |                               |                               |                               |  |
|  | Conferencia Este    |                     |                     |            | E1 | Connecticut                       | 1                                 |                                   |  |    |                               |                               |                               |  |
|  |                     |                     | E2                  | Detroit    | 2  |                                   |                                   |                                   |  |    |                               |                               |                               |  |
|  | E2                  | Detroit             | E2                  | Detroit    | 2  | 2                                 |                                   |                                   |  |    |                               |                               |                               |  |
|  | E2                  | Detroit             |                     |            |    |                                   |                                   |                                   |  |    |                               |                               |                               |  |
|  | E3                  | Indiana             | 0                   |            |    |                                   |                                   |                                   |  |    |                               |                               |                               |  |
|  | E3                  | Indiana             | 0                   |            |    |                                   |                                   |                                   |  | E2 | Detroit                       | 3                             |                               |  |
|  |                     |                     |                     |            |    |                                   |                                   |                                   |  | E2 | Detroit                       | 3                             |                               |  |
|  |                     |                     | W2                  | Sacramento | 2  |                                   |                                   |                                   |  |    |                               |                               |                               |  |
|  | W1                  | Los Angeles         | W2                  | Sacramento | 2  | 2                                 |                                   |                                   |  |    |                               |                               |                               |  |
|  | W1                  | Los Angeles         |                     |            |    |                                   |                                   |                                   |  |    |                               |                               |                               |  |
|  | W4                  | Seattle             | 1                   |            |    |                                   |                                   |                                   |  |    |                               |                               |                               |  |
|  | W4                  | Seattle             | 1                   |            | W1 | Los Angeles                       | 0                                 |                                   |  |    |                               |                               |                               |  |
|  | Conferencia Oeste   |                     |                     |            | W1 | Los Angeles                       | 0                                 |                                   |  |    |                               |                               |                               |  |
|  |                     |                     | W2                  | Sacramento | 2  |                                   |                                   |                                   |  |    |                               |                               |                               |  |
|  | W2                  | Sacramento          | W2                  | Sacramento | 2  | 2                                 |                                   |                                   |  |    |                               |                               |                               |  |
|  | W2                  | Sacramento          |                     |            |    |                                   |                                   |                                   |  |    |                               |                               |                               |  |
|  | W3                  | Houston             | 0                   |            |    |                                   |                                   |                                   |  |    |                               |                               |                               |  |
|  | W3                  | Houston             | 0                   |            |    |                                   |                                   |                                   |  |    |                               |                               |                               |  |
|  |                     |                     |                     |            |    |                                   |                                   |                                   |  |    |                               |                               |                               |  |

### Finales
| 30 de agosto | Sacramento Monarchs                                          | 95–71                                 | Detroit Shock                                        | |  |
| 7:30pm       | Parciales: 26–20, 27–18, 17–14, 25–19                        | Parciales: 26–20, 27–18, 17–14, 25–19 | Parciales: 26–20, 27–18, 17–14, 25–19                | |  |
|              | Estadísticas Lawson 22 Brunson 7 Penicheiro 6 Robs: Haynie 5 | Reporte Pts Reb Asts Otros            | Estadísticas Ford 25 Ford 8 Nolan 5 TC 3P: Smith 4-6 | Pabellón: Palace of Auburn Hills, Auburn Hills Asistencia: 9,581 espectadores Árbitros: - #22 Corteau - #38 Simpson - #39 Price Televisión: ESPN2 |  |

| 1 de septiembre | Sacramento Monarchs                                          | 63–73                                | Detroit Shock                                            | |  |
| 7:30 pm         | Parciales: 26–19, 16–14, 12–15, 9–25                         | Parciales: 26–19, 16–14, 12–15, 9–25 | Parciales: 26–19, 16–14, 12–15, 9–25                     | |  |
|                 | Estadísticas Griffith 14 Griffith 8 Haynie 3 TC: Lawson 3-11 | Reporte Pts Reb Asts Otros           | Estadísticas Nolan 21 Cash, Ford 8 Cash 5 TC: Smith 6-13 | Pabellón: Palace of Auburn Hills, Auburn Hills Asistencia: 15,218 espectadores Árbitros: - #4 Blauch - #18 Walker - #30 Mattingly Televisión: ESPN2 |  |

| 3 de septiembre | Detroit Shock                                                                 | 69–89                                 | Sacramento Monarchs                                       | |  |
| 4:30 pm         | Parciales: 18–20, 15–24, 17–28, 19–17                                         | Parciales: 18–20, 15–24, 17–28, 19–17 | Parciales: 18–20, 15–24, 17–28, 19–17                     | |  |
|                 | Estadísticas Nolan 22 Ford 8 Cash, Ford, Holland-Corn, Smith 3 TC: Nolan 9–17 | Reporte Pts Reb Asts Otros            | Estadísticas Griffith 15 Powell 6 Walker 5 Robs: Lawson 3 | Pabellón: ARCO Arena, Sacramento Asistencia: 14,253 espectadores Árbitros: - #8 Humphrey - #10 Trammell - #11 Napier Televisión: ESPN2 |  |

| 6 de septiembre | Detroit Shock                                                     | 72–52                                | Sacramento Monarchs                                                      | |  |
| 9:00 pm         | Parciales: 22–26, 21–11, 13–13, 16–2                              | Parciales: 22–26, 21–11, 13–13, 16–2 | Parciales: 22–26, 21–11, 13–13, 16–2                                     | |  |
|                 | Estadísticas Smith 22 Ford 10 Cash 5 Reb. Of.: Cash 5 (6 tot REB) | Reporte Pts Reb Asts Otros           | Estadísticas Powell 13 Griffith 11 Griffith, Penicheiro 2 Tap.: Walker 3 | Pabellón: ARCO Arena, Sacramento Asistencia: 14,213 espectadores Árbitros: - #18 Walker - #22 Corteau - #39 Price Televisión: ESPN2 |  |

| 9 de septiembre | Sacramento Monarchs                                        | 75–80                                | Detroit Shock                                       | |  |
| 3:30 pm         | Parciales: 18–17, 26–19, 9–22, 22–22                       | Parciales: 18–17, 26–19, 9–22, 22–22 | Parciales: 18–17, 26–19, 9–22, 22–22                | |  |
|                 | Estadísticas Lawson 17 Griffith 9 Haynie 5 TC: Lawson 7-10 | Reporte Pts Reb Asts Otros           | Estadísticas Nolan 24 Ford 10 Smith 6 Tap.: Riley 4 | Pabellón: Joe Louis Arena, Detroit Asistencia: 19,671 espectadores Árbitros: - #10 Bob Trammell - #11 Tina Napier - #30 Lisa Mattingly Televisión: ESPN2 |  |